# Пастель

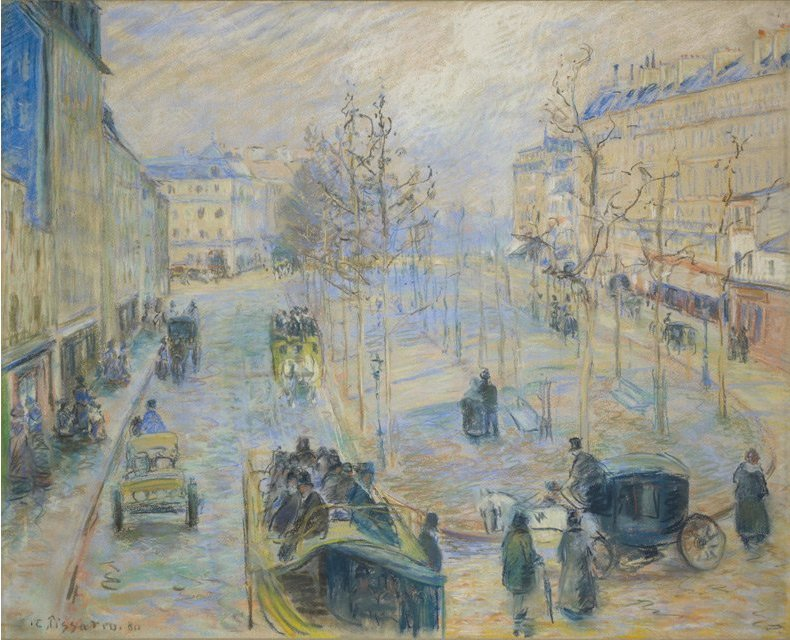
Каміль Піссарро. «Бульвар Рошешуар», пастель, 1880 р.

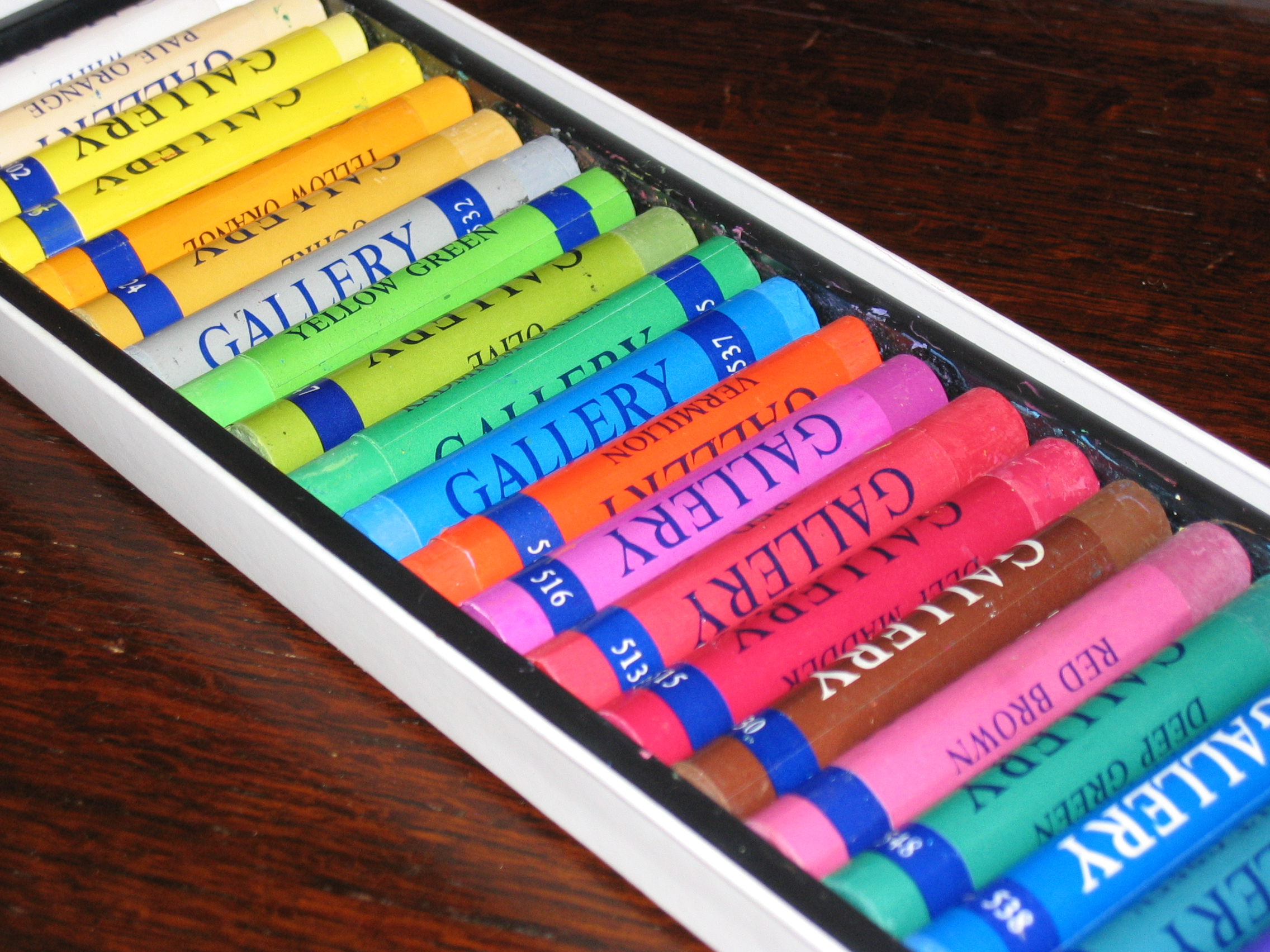
Пастель

Пасте́ль (фр. pastel від лат. pasta — «тісто») — група художніх матеріалів, спресовані, стерті у порошок фарби, які найчастіше випускаються у вигляді м'яких кольорових олівців. Назву «пастель» мають як самі фарби, так і малюнки, створені в цій техніці.

## Різновиди
Буває трьох типів — «суха», олійна і воскова. Олійна пастель виробляється пресуванням пігменту з лляною олією. Аналогічно, при виробленні «сухої» пастелі не використовується олія. Основу замісу воскової пастелі становлять віск вищої якості та пігменти. Олійна пастель вважається матеріалом навчальним, в той час як її сухий аналог використовується і в навчальних цілях, і в суто мистецьких. У техніці «сухої» пастелі широко використовується прийом «розтушовування», що створює ефект м'яких переходів і ніжность кольорів.
Є два основних види пастелі:
- тверда;
- м'яка.

М'які пастелі складаються в основному з чистого пігменту, з невеликою кількістю сполучної речовини. Підходять для широких насичених штрихів. Тверді пастелі рідше ламаються, тому що містять більшу кількість сполучної речовини. І чудово підходять для малюнка, адже бік палички можна використовувати для тону, а кінчик для тонких ліній і опрацювання деталей.

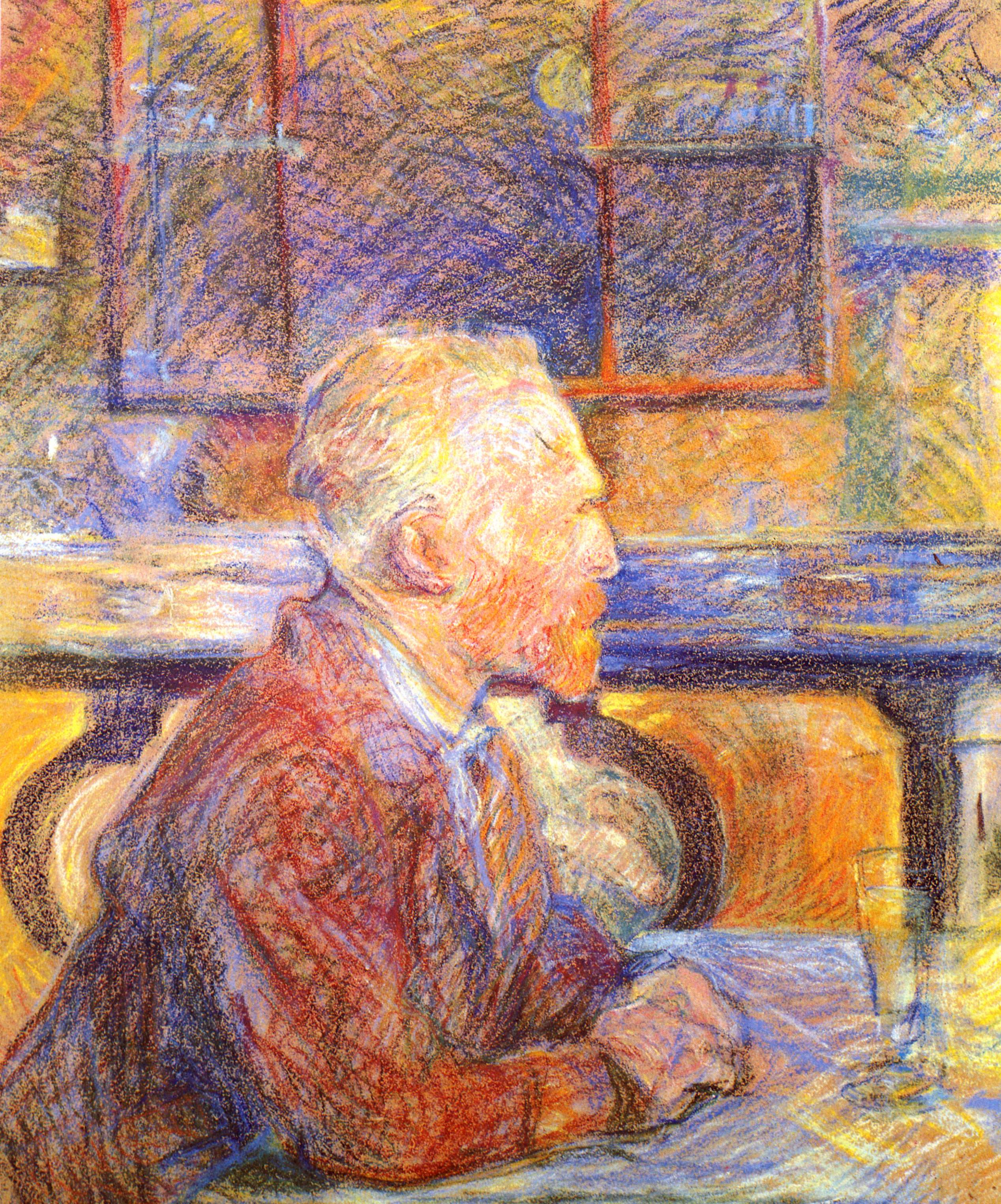
Тулуз Лотрек, портрет ван Гога, 1887 р.
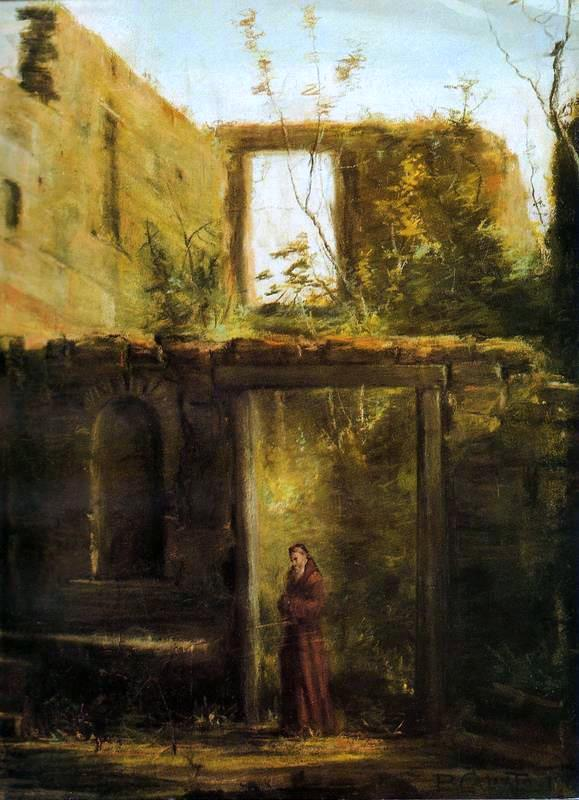
Бенедіто Каліксто, Руїна в Італії, 1906 р.
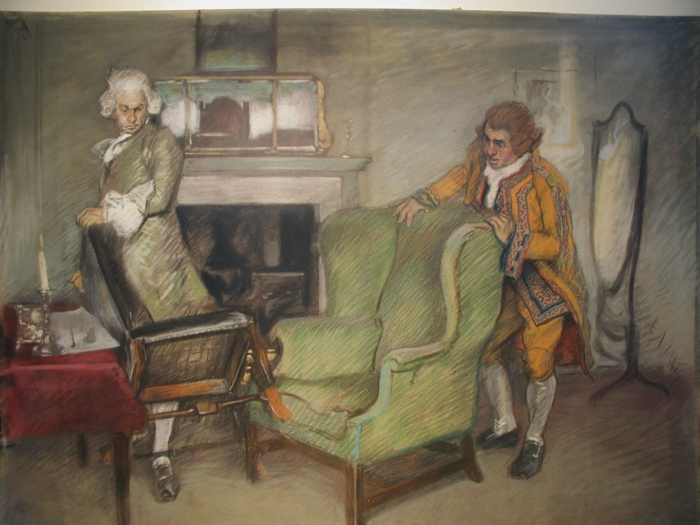
Едвін Остін Еббі, Боб Акрс зі слугою, 1895 р.
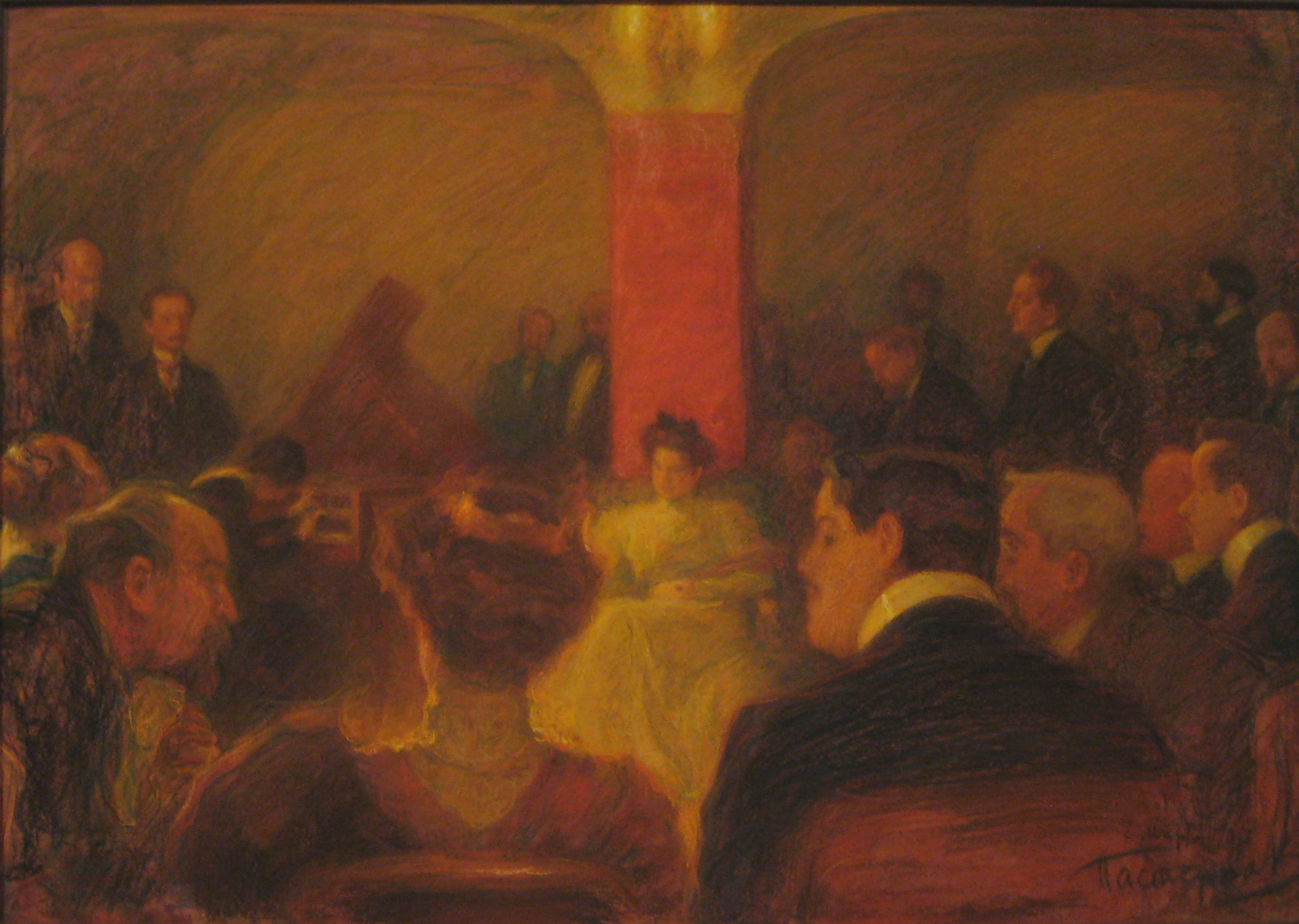
Худ. Леонід Пастернак. Грає Ванда Ландовська, 1907 р.

### Вимоги до паперу
Для малювання пастеллю потрібна фактурна поверхня, яка буде втримувати пігмент. Малюнки пастеллю зазвичай здійснюють на кольоровому шорсткому папері. Тон паперу підбирається індивідуально, враховуючи завдання малюнка. Білий папір заважає оцінити насиченість головних кольорів.
Три типи паперу для пастелі:
- шорсткий папір — призначений для художніх робіт, продається в аркушах великого формату;
- пастельна дошка — виконується з крихітних частинок пробки;
- оксамитовий папір — має оксамитову поверхню. При роботі з оксамитовим папером можна використовувати мінімальну кількість фіксажу.

Також можна використовувати папір для акварелі. Протонувати акварельний папір можна, використовуючи чай або каву.

### Виправлення малюнка пастеллю
Зазвичай виправлення вносять на ранніх стадіях малюнка. Для видалення великої кількості кольору використовують широкі пензлі зі щетини. При цьому планшет з малюнком треба тримати вертикально, це дозволить зайвим частинкам падати вниз і не втиратися в папір. Також використовується гумка або шматочок м'якого хліба (білий — без здоби). Але цей метод непридатний при роботі з наждачним чи оксамитовим папером. Лезом бритви можна зішкребти тонкі штрихи.

### Фіксація малюнка
Для захисту пастельного малюнка від змазування і зсипання його треба зафіксувати. Для цього підійде звичайний лак для волосся або спеціальний фіксатор. Буде достатньо пари легких розпилень.

### Історія виникнення
Пастель отримала свою назву від слова «а пастеллю», яким іменували спосіб малювання одночасно чорним італійським олівцем і червоною сангіною, іноді з підфарбовування іншими кольоровими олівцями, що застосовувався італійськими художниками XVI століття, в тому числі й Леонардо да Вінчі. У XVIII столітті пастель стає вже самостійною технікою та отримує особливу популярність у Франції, де її використовували такі відомі художники, як Франсуа Буше, Латур, Шарден, пізніше Мрій, Ліотар, Ежен Делакруа. Видатним пастелістом була й італійська художниця Розальба Кар'єра, засновниця та уславлена представниця стилю рококо. Потім настав період, коли про пастелі забули, і інтерес до неї знову прокинувся тільки в другій половині XIX століття.

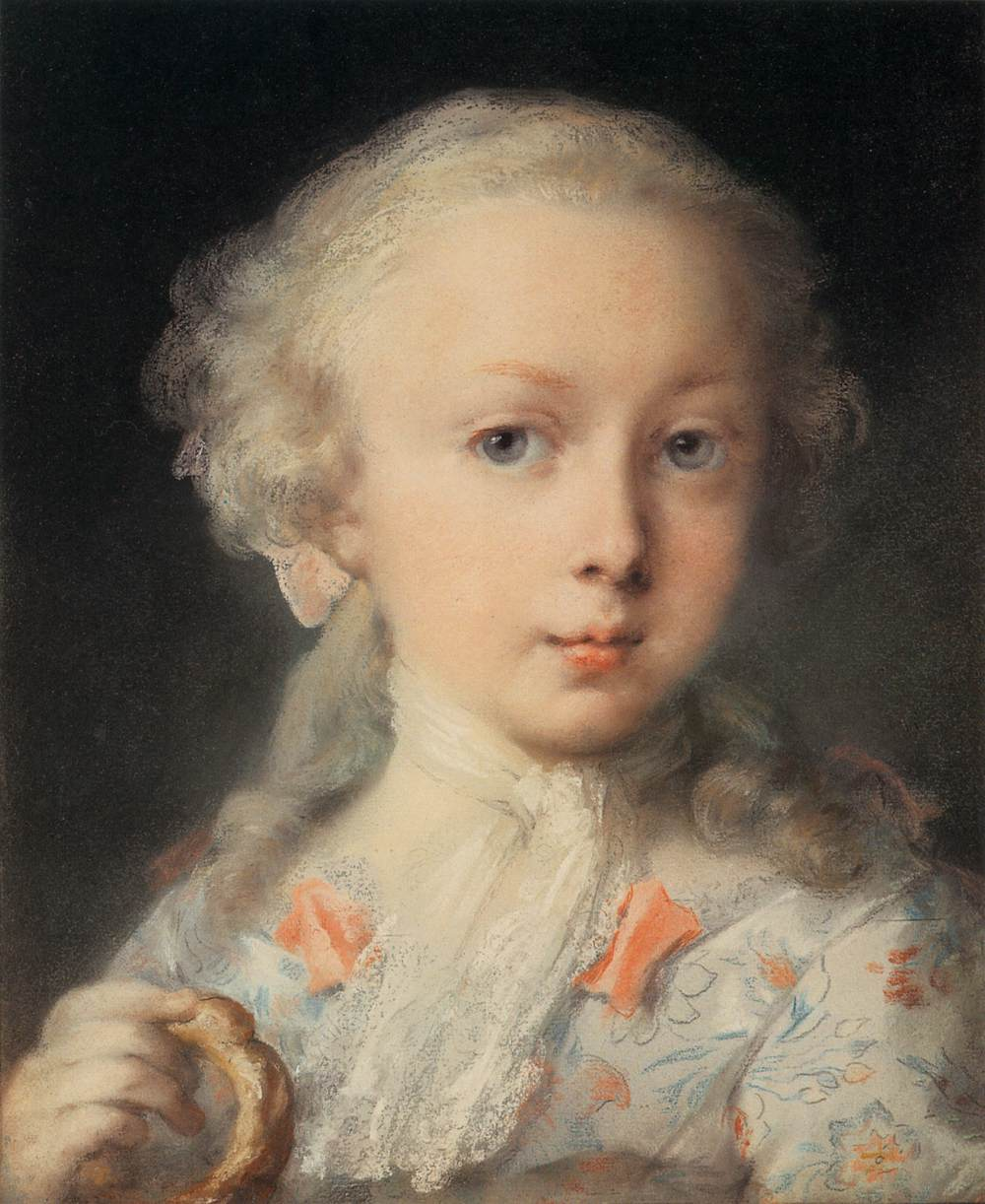
Розальба Карр'єра, «Портрет дівчинки з булочкою», 1725. Галерея Академії, Венеція
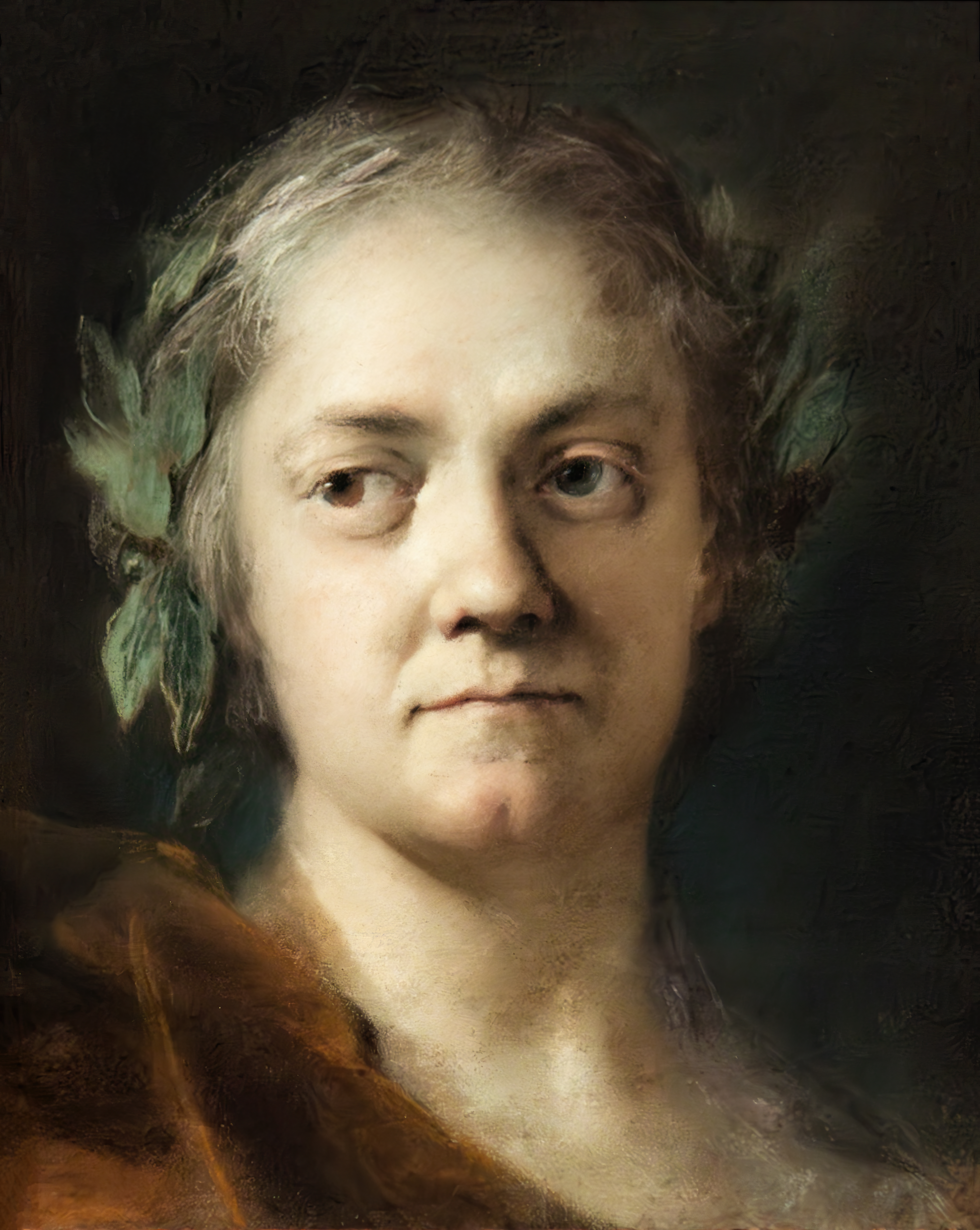
Розальба Карр'єра, «Автопортрет», 1746. Галерея Академії, Венеція
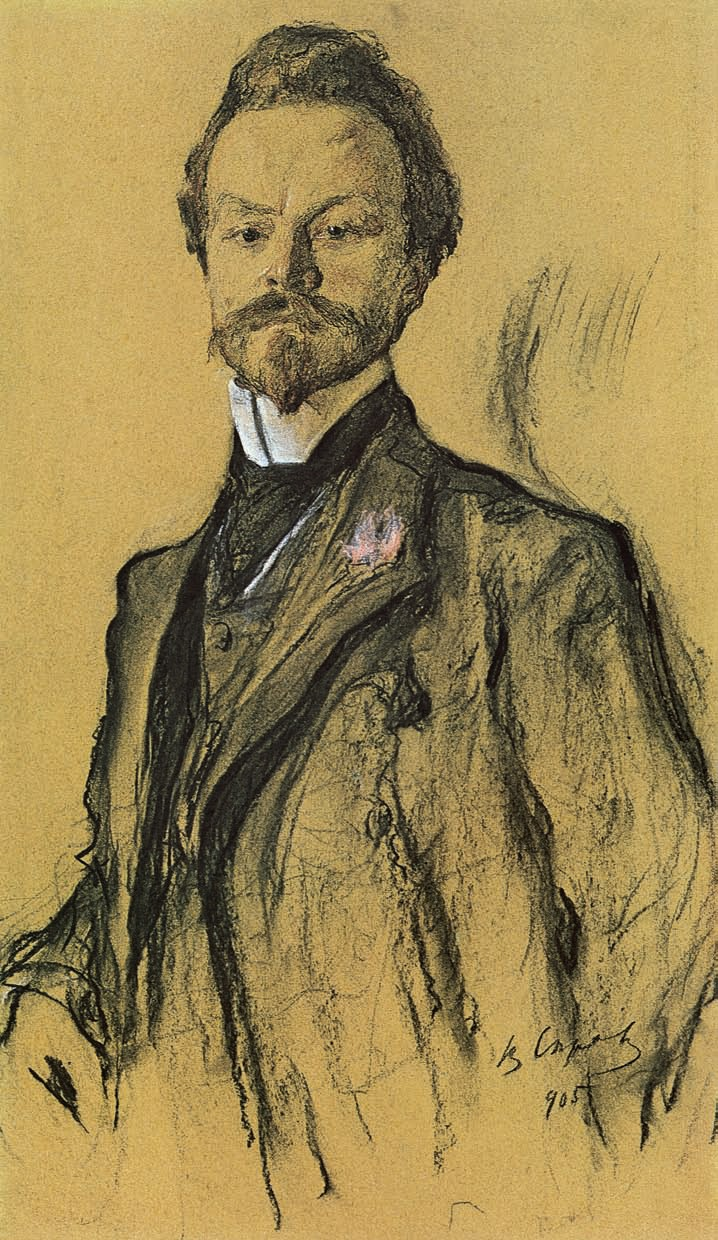
Валентин Сєров, «Костянтин Бальмонт», 1905 р.
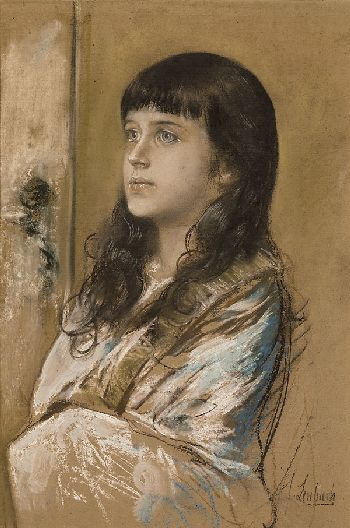
Франц фон Ленбах, Дівчина
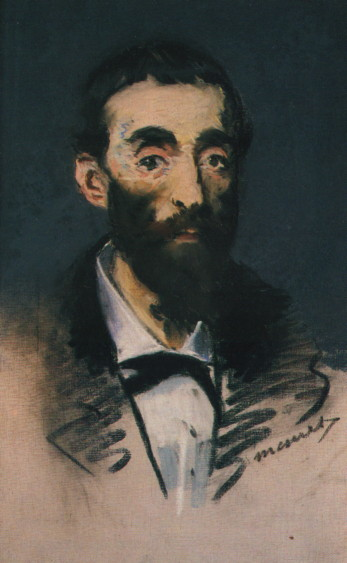
Едуар Мане, «Ернест Кабанель», 1880 р.
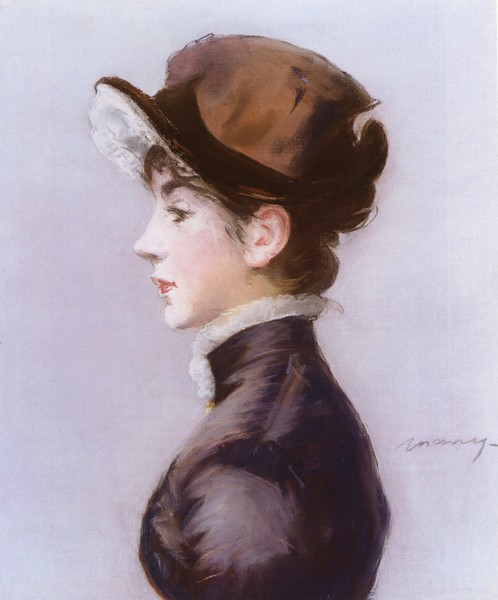
Едуар Мане, «Сюзетт Лемер у профіль»

### Пастелі Дега

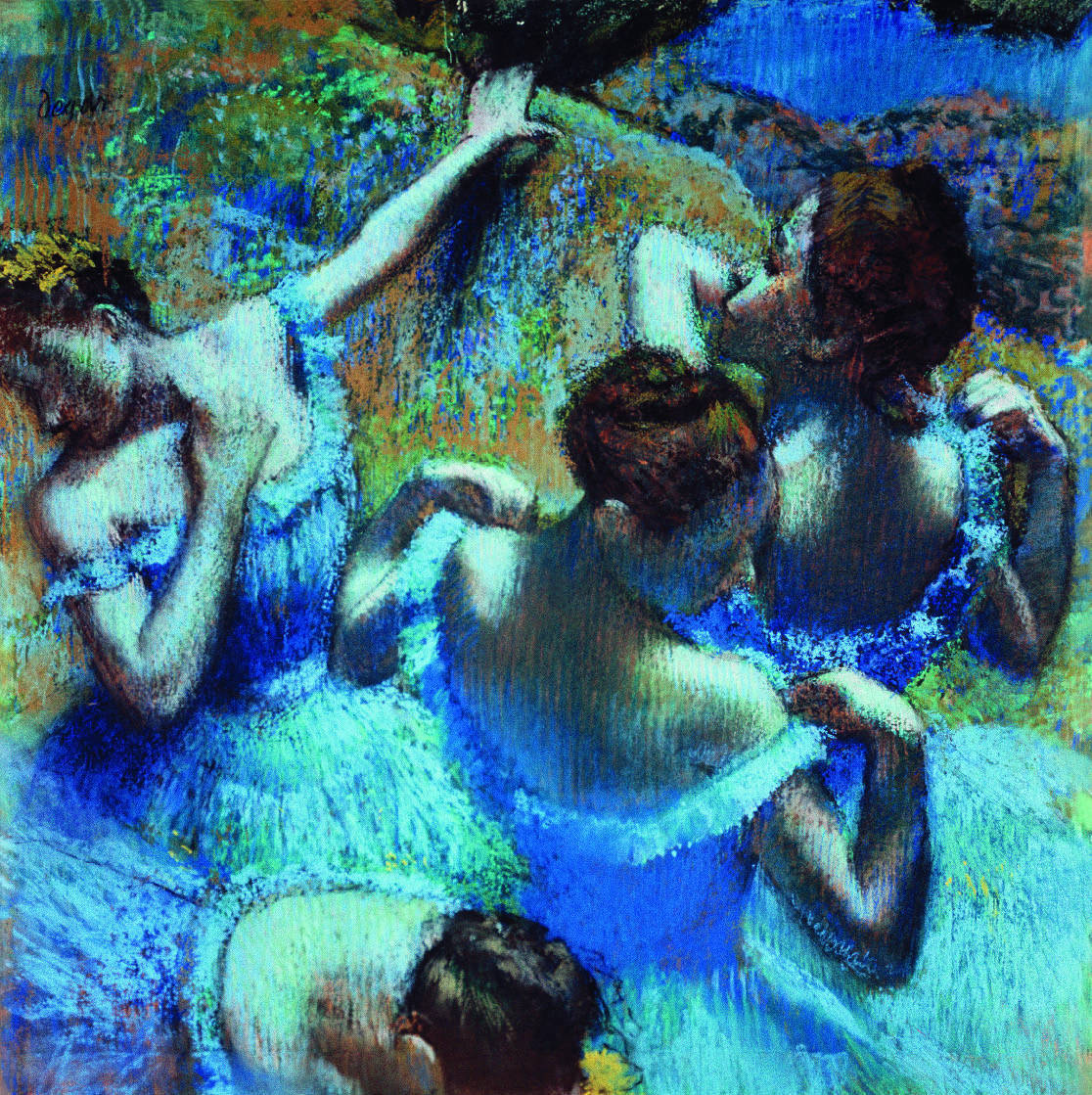
Едґар Деґа. Блакитні танцівниці

Деякі провідні художники-імпресіоністи охоче користувалися пастеллю, цінуючи її за свіжість тону і швидкість, з якою вона дозволяла їм працювати. Манера Дега, наприклад, відрізнялася дивною свободою, він накладав пастель сміливими, ламаними штрихами, іноді залишаючи тон паперу, що проступав крізь пастель, або додаючи мазки олією або аквареллю. Одним з відкриттів художника стало опрацювання картини парою, після чого пастель розм'якшувалася і її можна було розтушовувати пензлем або пальцями. Дега не тільки по-новому використовував техніку пастелі, а й створював з її допомогою картини, що перевершують за розміром твори інших художників, виконані пастеллю. Іноді він зшивав для цього разом кілька аркушів, щоб отримати поверхню потрібного йому розміру.

## Пастелі митців Сполучених Штатів

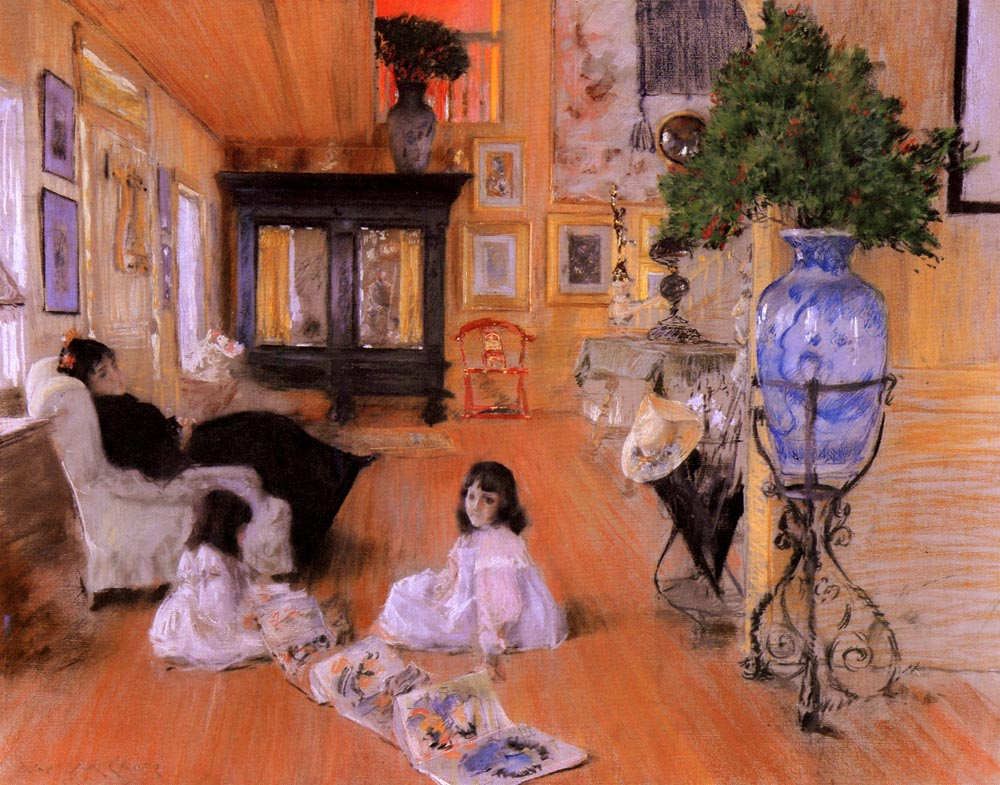
Вільям Мерріт Чейз. «Шайнкок, інтер'єр», 1893 р.

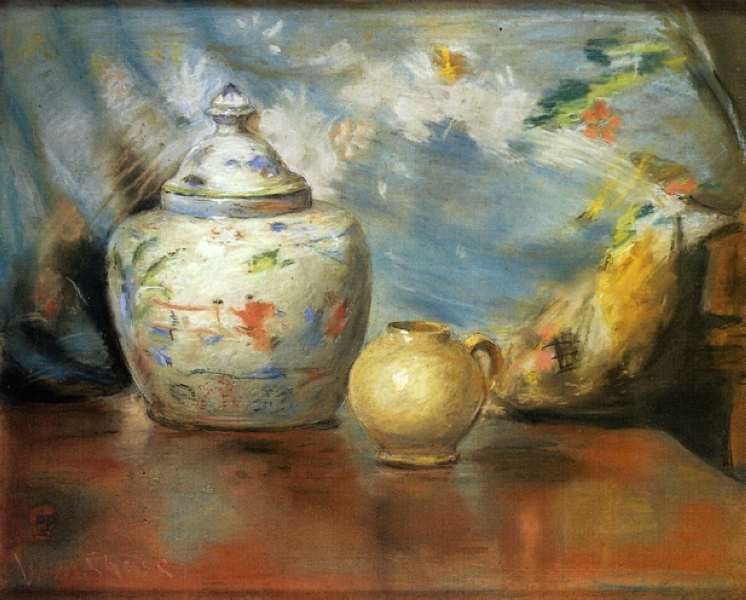
Вільям Мерріт Чейз. «Натюрморт з посудом», 1883 р.
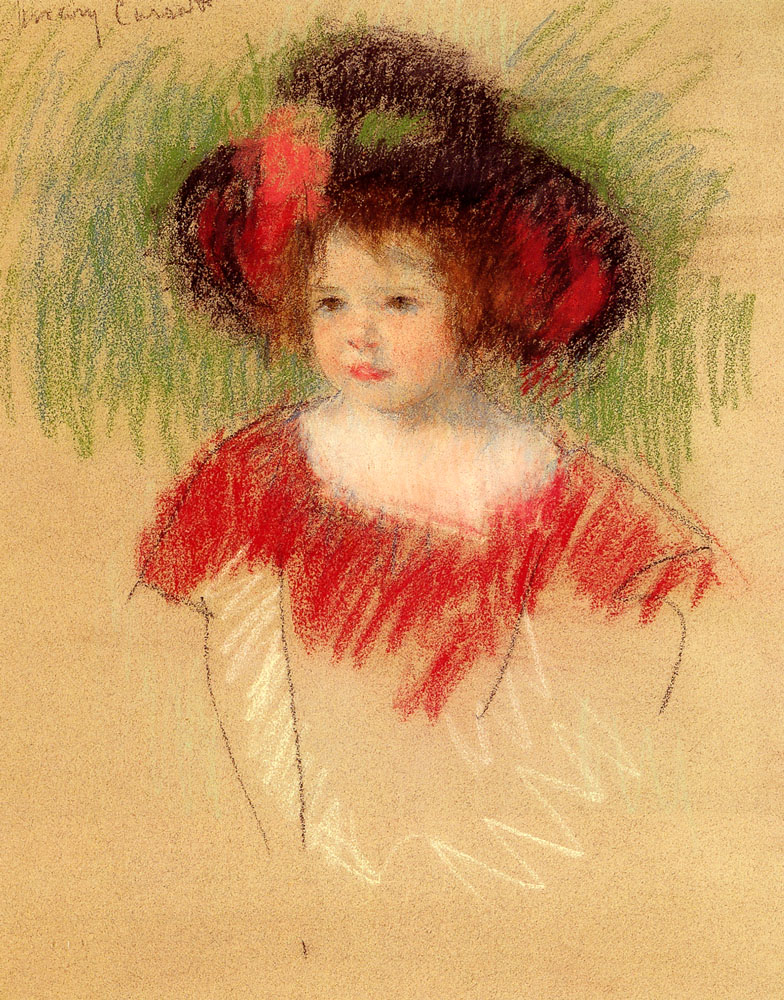
Мері Кассат. «Марго в червоному», без датування.
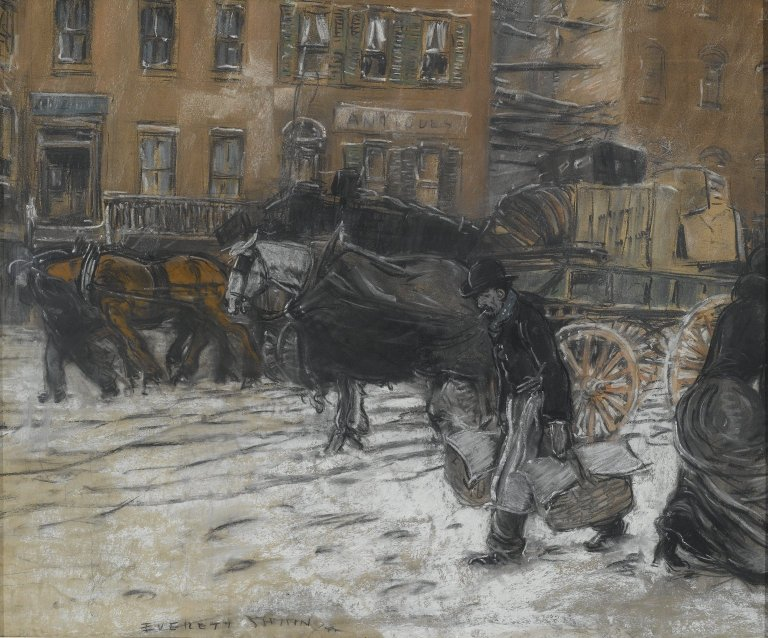
Еверет Шинн. «21-а вулиця в Нью-Йорку взимку», бл. 1889 р., Бруклінський музей.
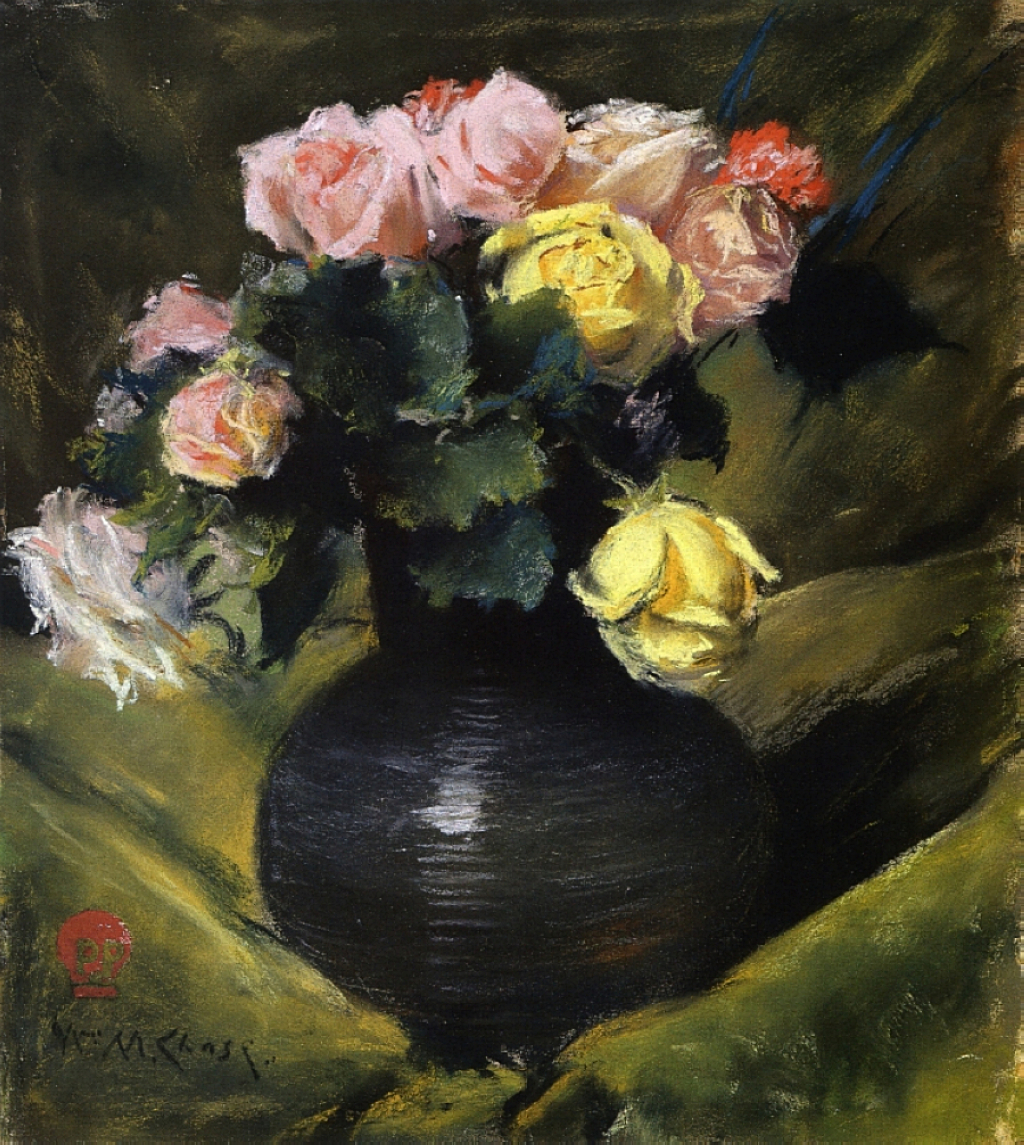
Вільям Мерріт Чейз. «Троянди в чорній вазі», до 1888 р.
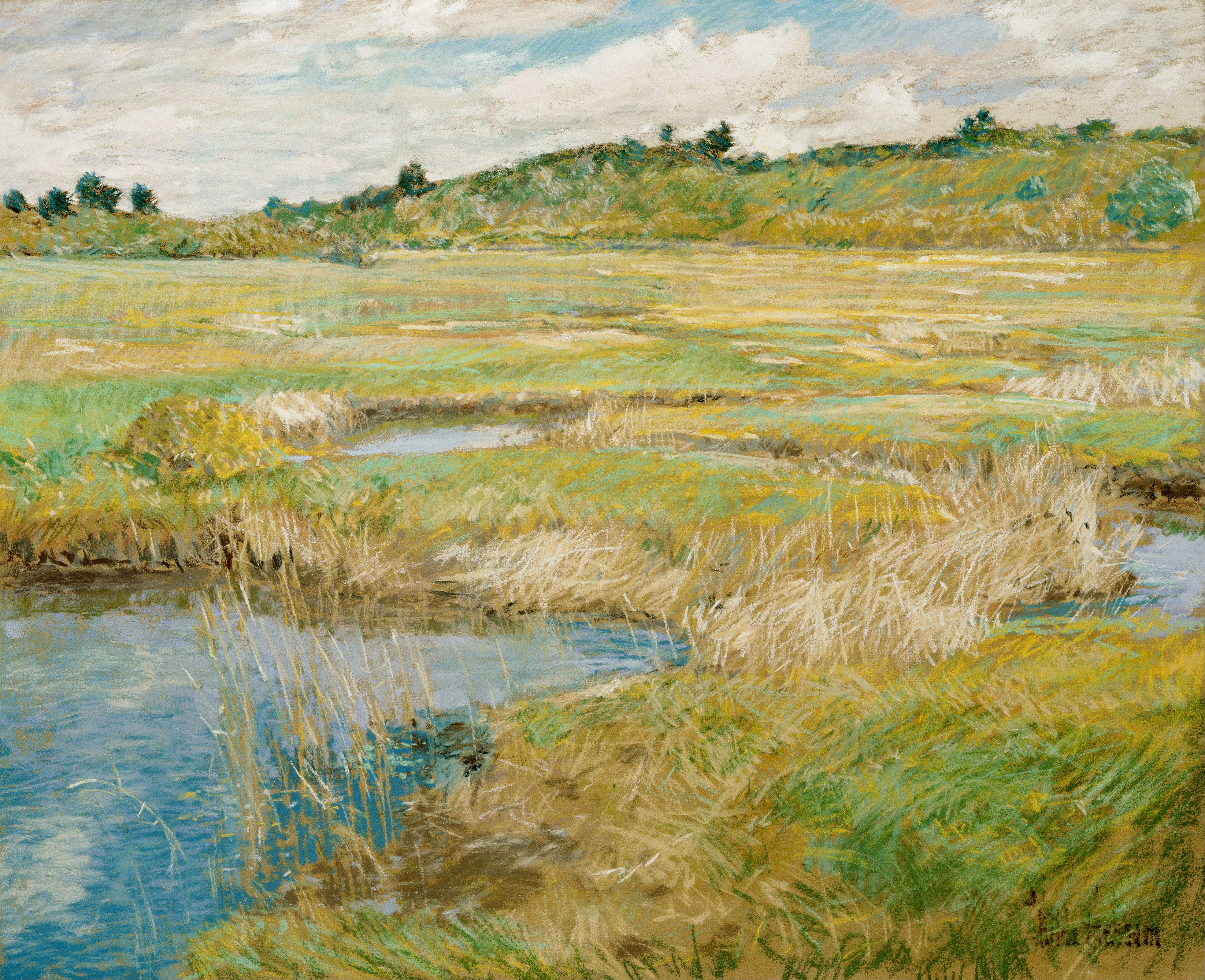
Чайлд Хассам. «Конкорд Мідуей», бл. 1891 р., Нельсон Аткінс музей.
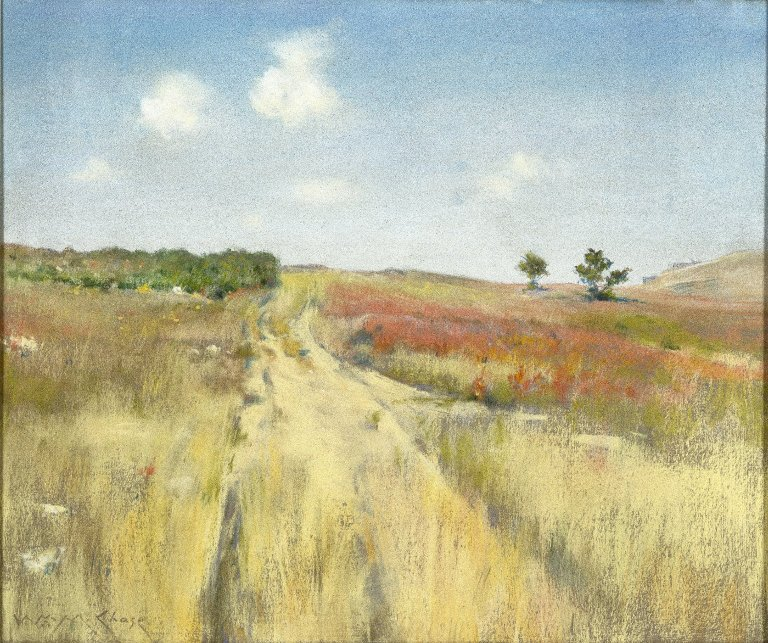
Вільям Мерріт Чейз. «Пагорби Шайнкок біля Нью-Йорку», бл. 1895 р., Бруклінський музей.
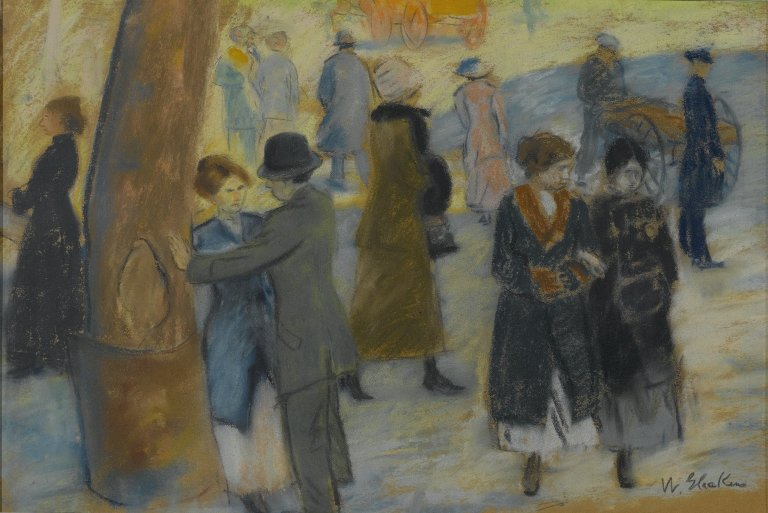
Вільям Глакенс. «Сцена в місті», бл. 1910 р., Бруклінський музей.
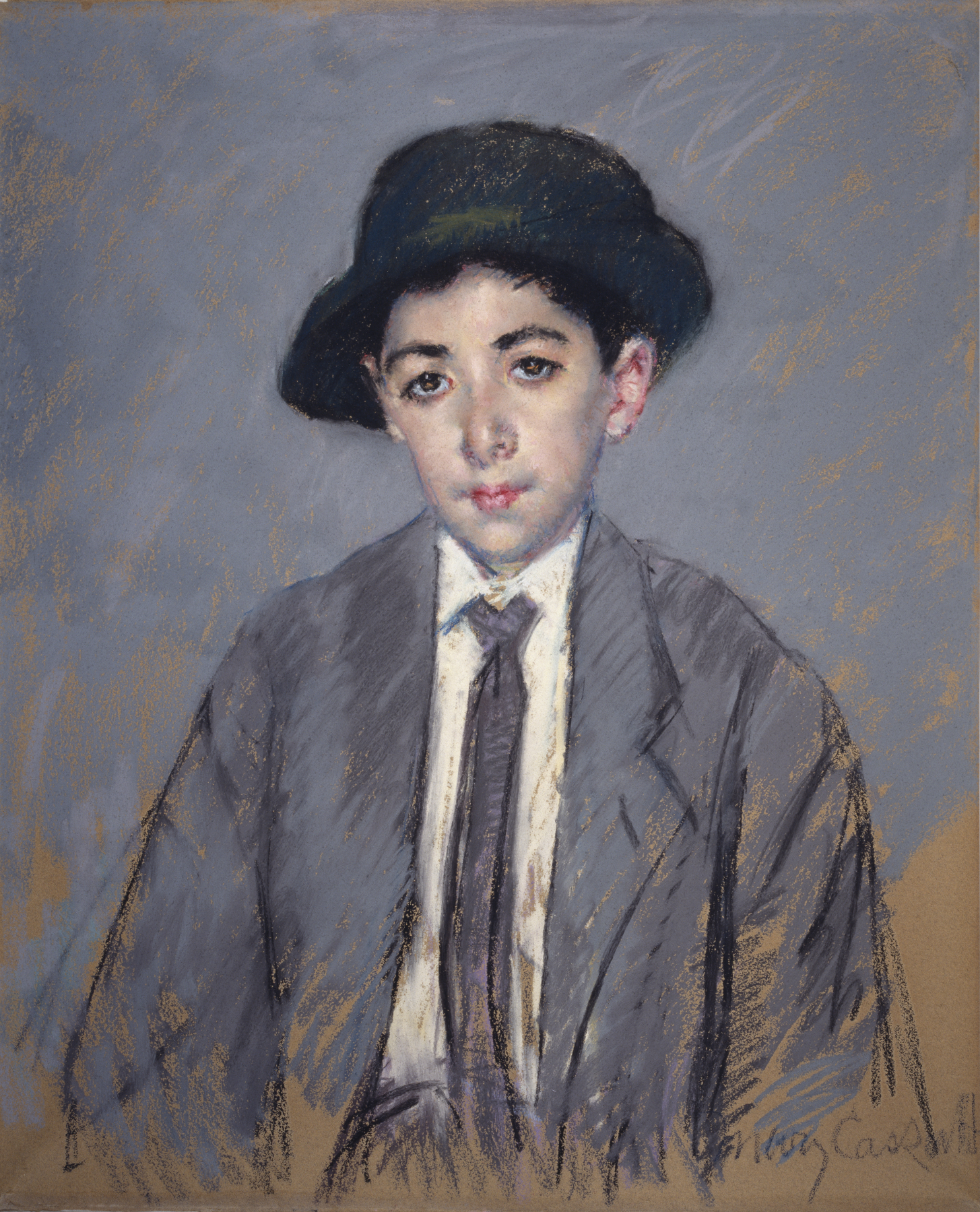
Мері Кассат. «Шарль Келикян у віці 12 років», 1910 р., Художній музей Волтерс

## Майстри пастелі різних часів

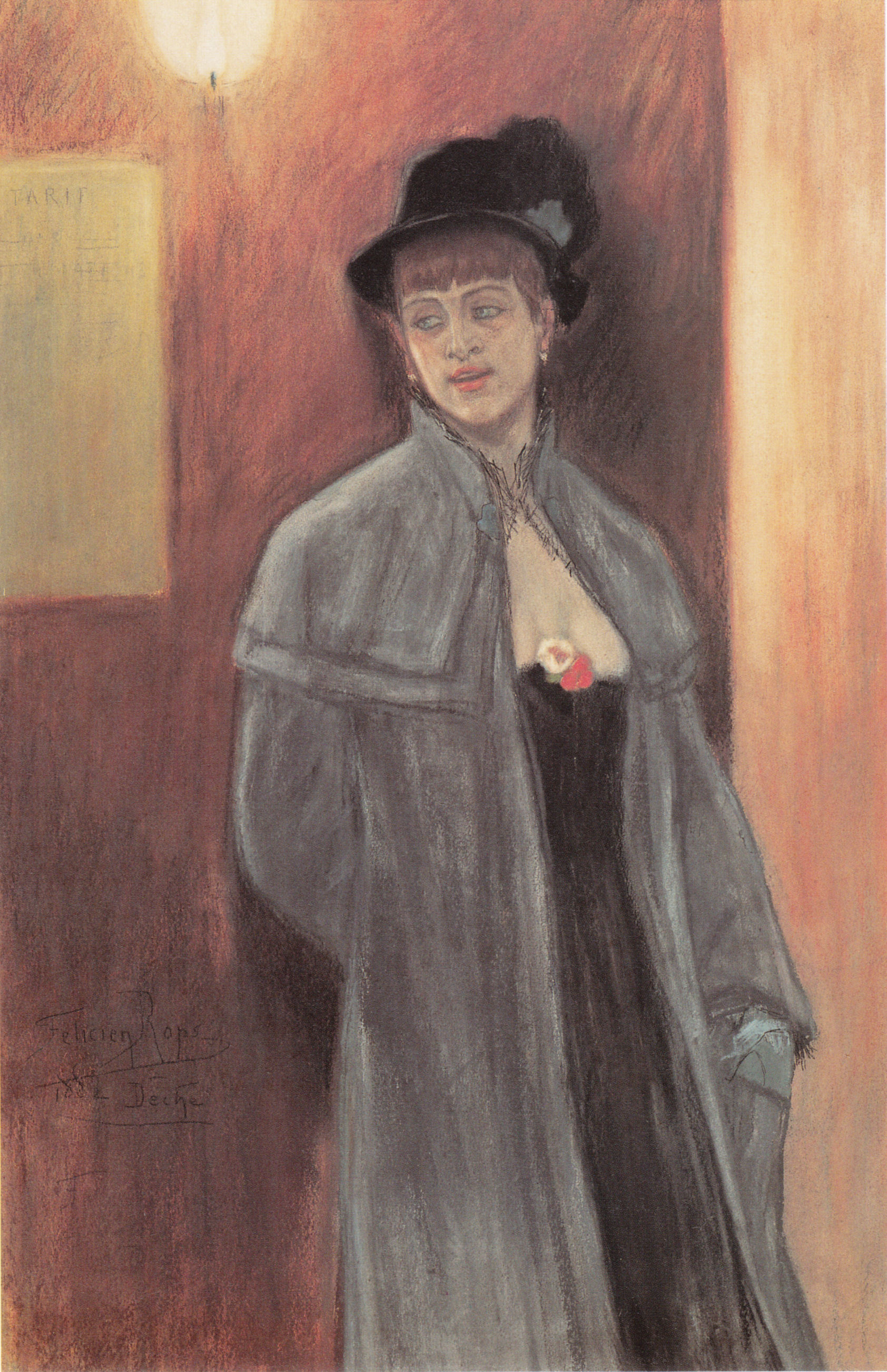
Фелісьєн Ропс

- Федеріко Бароччі (1535—1612), Італія
- Шарль Лебрен (1619—1690), Франція
- Розальба Кар'єра (1675—1757), Італія-Франція
- Теобальд Мішо (1676—1765)
- Корнеліс Трост (1697—1750), Голландія
- Франсуа Буше (1703—1770), Франція
- Моріс Кантен де Латур (1704—1788)
- Вігіліус Еріксен (1722—1782), Данія
- Джон Рассел, художник (1745—1806), Велика Британія
- Йоган Барду (друга половина 18 ст.), (Швейцарія ?)
- Жан-Мішель Моро-молодший (), Франція
- Жан-Батіст Перроно  (1715—1783), Франція
- Балтазар Деннер (1685—1749)
- Анна Доротея Тербуш-Лішевська (1721—1782), Німеччина
- Жозеф Петіто (1771 — після 1800), Франція
- Йоган Генріх Шмідт (1749—1829)
- Жан де Самсуа (середина 18 ст.)
- Йозеф Пічмал (1758—1834)
- Йоган Дарбес (1747—1810), Німеччина
- Даніель Каффе (1750—1815)
- Олександр Молінарі (1772—1831)
- Карл Вільгельм Барду (1770— після 1842)
- Антон Рафаель Менгс (1728—1779), Німеччина-Іспанія
- П'єр Жак Волер (1729—1802), Франція
- Елізабет Віже-Лебрен (1755—1842), Франція
- Ежен Делакруа (1798—1863), Франція
- Іпполіт Робійяр (?— після 1875), Франція
- Франц фон Ленбах (1836—1904), Німеччина
- Фогель фон Фогельштейн (1788—1868), Німеччина
- Едуар Мане (1832—1883), Франція
- Едгар Дега (1834—1917), Франція
- Анрі Тулуз-Лотрек (1864—1901), Франція
- Оділон Редон (1840—1916)
- Фелісьєн Ропс (1833—1898), Бельгія
- Адольф фон Менцель (1815—1905), Німеччина
- Макс Ліберман (1847—1935), Німеччина
- Левітан Ісаак Ілліч (1860—1900)
- Сєров Валентин Олександрович (1865—1911), Російська імперія
- Бенуа Олександр Миколайович (1870—1960)
- Сомов Костянтин Андрійович (1869—1936)
- Головін Олександр Якович (1863—1930)
- Добужинський Мстислав Валеріанович ()
- Серебрякова Зінаїда Євгенівна (1884—1967)
- Соня Делоне (1885—1979)